# Bandera de Daule
La bandera de la ciudad de Daule y del cantón Daule fue adoptada oficialmente el 3 de marzo de 2008 por el Gobierno Municipal de Daule, aunque la bandera representaba a la ciudad de facto desde 1947, fecha en la que Augusto Tomalá Alvarado, Presidente de la Asociación Cultural Dauleña, presentó al Concejo Cantonal de ese entonces, un proyecto de creación de la bandera y el escudo para el cantón. Los emblemas creados por Tomalá no fueron oficializados, pero se los tomó como símbolos por la ciudadanía de Daule.
Está compuesta de tres franjas horizontales de igual anchura; la superior es amarilla, la central blanca y la inferior es azul:
- El amarillo representa la exuberancia del suelo dauleño, y a sus frutos en estado maduro. También hace honor al amarillo que flameó en los campos de batalla de Boyacá, Pichincha y Tarqui.

- El blanco representa la pureza de los dauleños y su devoción por la paz y el trabajo.

- La franja azul simboliza al cielo, al río Daule y a la gloriosa bandera del 9 de octubre de 1820, que actualmente es la bandera de Guayaquil, ciudad a la que Daule está fuertemente ligada.